# Месяцев, Николай Николаевич
Никола́й Никола́евич Ме́сяцев (3 июля 1920, Вольск, Саратовская губерния, РСФСР, СССР — 3 сентября 2011, Москва, Российская Федерация) — советский комсомольский и государственный деятель, председатель Гостелерадио СССР в 1964—1970 годах. В 1970—1972 годах — чрезвычайный и полномочный посол СССР в Австралии.
Член ВКП(б)/КПСС в 1941—1972 и 1984—1991 годах. Кандидат в члены ЦК КПСС в 1966—1971 годах. Депутат Совета Национальностей Верховного Совета СССР (1966—1970). Чрезвычайный и полномочный посол СССР (1970).

## Биография
Родился в многодетной семье рабочего. Отец — Николай Андреевич Месяцев (1872—1926), мать — Анна Ивановна Месяцева (1884—1943).
В 1926 году семья переехала в Москву. В 1937 году, после окончания десятилетки, поступил в Московский юридический институт. С 3-го курса перешёл на военно-морской факультет Военно-юридической академии Красной Армии, который окончил в сентябре 1941 года.
В 1941—1945 годах работал сначала в 3-м управлении Наркомата ВМФ СССР, после в Управлении особых отделов НКВД СССР и в Отделе контрразведки СМЕРШ 5-й гвардейской танковой армии: младший следователь, следователь, начальник следственного отделения. В 1945—1946 годах работал в Главном управлении контрразведки «СМЕРШ».
В 1946—1947 годах сначала инструктор, потом ответственный организатор ЦК ВЛКСМ. В 1948—1950 годах второй секретарь ЦК ЛКСМ Молдавии. Вспоминал, что Л. Брежнев, тогдашний первый секретарь ЦК КП(б) Молдавии, предлагал ему затем возглавить комсомол республики — но Месяцев отказался. В 1950—1952 годах — заместитель заведующего организационным отделом ЦК ВЛКСМ.
В 1953 году переведён в органы госбезопасности с целью провести ревизию следствия по делу Абакумова и «делу врачей». Был назначен помощником начальника следственной части.
Окончил аспирантуру Академии общественных наук при ЦК КПСС (1952—1955), кандидат юридических наук.
В 1955 году — заведующий отделом пропаганды и агитации ЦК ВЛКСМ, в 1955—1959 годах — секретарь ЦК ВЛКСМ.
В 1959—1962 годах — первый заместитель председателя Всесоюзного общества по распространению политических и научных знаний «Знание».
В 1962—1963 годах — советник-посланник Посольства СССР в Китайской Народной Республике.
В 1963—1964 годах — заместитель заведующего Отделом ЦК КПСС по связям с коммунистическими и рабочими партиями социалистических стран (заведующим тогда был Ю. В. Андропов). Входил в правление Общества советско-китайской дружбы.
В 1964—1970 годах — председатель Гостелерадио СССР. Стоял у истоков создания Общесоюзного телевизионного центра в Останкино. В его строительстве и техническом оснащении участвовало около 600 заводов страны. Было построено три больших жилых дома для сотрудников комитета.
После завершения строительства телецентра под руководством Н. Н. Месяцева была разработана и осуществлена концепция единого многопрограммного телерадиовещания с подачей телевизионного сигнала с помощью космических спутников связи на районы Сибири и Дальнего Востока. Месяцев многое сделал, чтобы повысить качество вещания для различных слоёв и возрастных групп населения, предпринимал усилия по развитию обратной связи со зрителями и слушателями. В своей работе он делал упор на творческий подход, содержательность передач. Принимал непосредственное участие в создании ряда телевизионных и радиопрограмм, в частности 50-серийного фильма «Летопись полувека», «Минута молчания» (памяти павших) и многих других. Месяцев вспоминал: «Моим лозунгом было „Творить, не боясь ошибок“. В творческой сфере ведь без ошибок никак нельзя, но и злоупотреблять правом на ошибку тоже не стоит».
Был смещён с должности Л. И. Брежневым как член группировки «комсомольцев» А. Н. Шелепина.
С 24 июня 1970 по 14 июля 1972 года — чрезвычайный и полномочный посол СССР в Австралии.
В 1972 года — посол по особым поручениям Министерства иностранных дел СССР.
1 августа 1972 года был исключён из КПСС с формулировкой: «За грубое нарушение норм партийной морали в бытность чрезвычайным и полномочным послом СССР в Австралийском Союзе и неискренность при рассмотрении персонального дела». По воспоминаниям бывшего корреспондента ТАСС Бориса Чехонина в Москве КГБ был распущен слух: Месяцев был отозван за попытку изнасилования в сиднейской гостинице приезжей советской балерины. Однако реальной причиной наказания, по мнению Чехонина, явился несчастный случай — гибель в результате ДТП в нетрезвом виде молодого сотрудника посольской резидентуры КГБ Михаила Цуканова, сына Г. Э. Цуканова, помощника Л. И. Брежнева.
В 1972—1988 годах — старший научный сотрудник, в 1988 году — заведующий отделом исторических наук Института научной информации по общественным наукам (ИНИОН) Академии наук СССР.
18 мая 1984 года, при Черненко, восстановлен в рядах КПСС.
Избирался членом редколлегий журналов «Молодой коммунист» и «Журналист», секретарём Союза журналистов СССР, членом Комитета по Ленинским и Государственным премиям в области литературы и искусства, членом Президиума профсоюза работников культуры.
С декабря 1988 года — персональный пенсионер союзного значения.
В 1995 году подал в суд на Павла Судоплатова и его сына Анатолия, обвинив их в публикации клеветнических сведений: годом ранее вышла книга «Специальные задания. Воспоминания нежелательного свидетеля — магистра советского шпионажа», в которой Месяцева обвиняли в ведении преступных допросов и избиении подследственных и заключённых до смерти (в том числе в «деле врачей»). При этом в центральном архиве ФСК не было найдено подобных сведений об участии Месяцева в «деле врачей».
Скончался 3 сентября 2011 года после тяжёлой и продолжительной болезни, в одной из московских больниц.
Похоронен на Троекуровском кладбище.

### Семья
Супруга — Алла Николаевна Месяцева (1923—1994) (скончалась от инфаркта). Сыновья — Александр (род. 1948) и Алексей (род. 1954); два внука (оба — Николаи). Правнучка Алиса (2011).
Кавалер шести орденов: Отечественной войны I степени (1985), двух Отечественной войны II степени, трёх Трудового Красного Знамени (28 октября 1948). Медали «За боевые заслуги», «За оборону Москвы» и «За взятие Кёнигсберга».
Автор книги «Горизонты и лабиринты моей жизни» (М.: Вагриус, 2005).